# HD 40325
HD 40325，又名BD+44 1332，SAO 40769、HR 2096，是一颗恒星，视星等为6.22，位于銀經167.84，銀緯10.37，其B1900.0坐标为赤經5h 53m 0.1s，赤緯+44° 10.37′ 6″。